# Maximilian Rieger
Friedrich Maximilian Heinrich Leonhard Rieger, kurz auch Max Rieger (* 8. April 1828 in Darmstadt; † 10. November 1909 in Alsbach, Bergstraße) war ein deutscher Germanist und Schriftsteller.

## Leben
Der Sohn eines großherzoglichen Medizinalrats studierte nach dem Abitur am Darmstädter Ludwig-Georgs-Gymnasium (wo er ein Schüler des Altphilologen Christian Ludwig Boßler war) klassische und deutsche Philologie in Gießen, Berlin und Heidelberg. Während seines Studiums wurde er im Wintersemester 1845/46 Mitglied der Burschenschaft Allemannia Gießen. Im Jahre 1849 wurde Maximilian Rieger an der Universität in Gießen promoviert. Im Jahre 1853 wurde Rieger an der Universität in Gießen für Germanistik habilitiert. Maximilian Rieger hat zunächst an der Universität Gießen gelehrt.
Ab dem Jahre 1856 lehrte Rieger in Basel, er beendete diese Verpflichtung aber bereits nach zwei Jahren. Danach lebte Rieger als Privatgelehrter in Darmstadt. Im Mittelpunkt seiner Forschungen stand die mittelhochdeutsche Volksdichtung, insbesondere das Nibelungenlied.
Er wirkte im Beirat des Germanischen Nationalmuseums in Nürnberg mit. Er war Vorstandsmitglied und 1881–1890 auch Vorsitzender des Historischen Vereins für das Großherzogtum Hessen.

Daneben engagierte sich Maximilian Rieger in der „Erweckungs-Bewegung“ der evangelischen Kirche. Rieger war Gründungsmitglied der „Südwestdeutschen Konferenz für die Innere Mission“. Rieger war mehr als zwei Jahrzehnte Mitglied der hessischen Landessynode. Er übernahm im Jahre 1883 die Baukosten der von dem Kopenhagener Architekten Aage von Kauffmann errichteten Martinskirche in Darmstadt, die dem Martinsviertel ihren Namen gab. Die amerikanische Tageszeitung Chicago Daily Tribune schrieb dazu am 29. November 1885:
„Die Kirche wurde komplett auf Kosten eines unbekannten Spenders gebaut – das heißt, er wollte anonym bleiben, obwohl jeder weiß, dass es sich um den Autor Max Rieger handelt. Er hat nicht nur 50.000 Dollar für das Bauwerk aufgebracht, sondern auch einen Fonds über 25.000 Dollar für die Gehaltszahlungen an den Priester. Die einzige Forderung [...] besteht darin, dass der Priester immer der Deutschen Reformkirche angehören muss.“
1897 wurde er zum korrespondierenden Mitglied der Göttinger Akademie der Wissenschaften gewählt.
Riegers Großonkel war der Dramatiker und Namensgeber der Geniezeit Friedrich Maximilian Klinger. Über seine Ururgroßmutter Anna Barbara Boßler verehelichte Klinger stand Max Rieger in weiterer Verwandtschaft zum Musikverleger Heinrich Philipp Boßler, den Hofbüchsenmachern Johann Peter und Friedrich Jacob Boßler sowie zu seinem eingangs genannten Ordinarius am Ludwig-Georgs-Gymnasium Christian Ludwig Boßler.

## Ehrungen
Im Jahre 1907 wurde der neben der Martinskirche (Darmstadt) liegende Platz nach ihm benannt.